# Villino Maria Luisa
Il villino Maria Luisa è un edificio di Milano situato in via Tamburini al civico 8.

## Storia e descrizione
Il villino, realizzato a partire dal 1906 su una struttura architettonica particolarmente semplice, è un interessante esempio di liberty milanese in cui si iniziano a vedere contaminazioni eclettiche, in particolare neogotiche e neorinascimentali. Primo elemento degno di nota è il cancello realizzato dal mastro ferraio Alessandro Mazzucotelli (1865-1938): considerato tra le sue migliori realizzazioni e in generale tra le migliori opere in ferro battuto della città, il cancello presenta delle tipiche trame liberty con vasi contenenti fiori, sebbene si noti una leggera semplificazione dei disegni che lasciano trasparire una prima influenza dell'art déco. La decorazione in pietra del piano terra dell'edificio invece lascia spazio al primo piano ad una decorazione a mosaico blu a raffigurare un cielo notturno con stelle dorate di influenza neogotica, mentre ai lati la decorazione a mosaico riprende temi più classici del liberty come vasi fioriti